# Mercedes-Benz C218
Mercedes-Benz C218 — четырёхдверное люксовое купе, второе поколение CLS-класса немецкого автопроизводителя Mercedes-Benz, сконструированное на базе W212 E-класса. Мировая премьера автомобиля состоялась на Парижском автосалоне в 2010 году, серийно выпускался с 2011 по 2018 года. Дизайн и начинка второго поколения купе отрабатывались на концепт-каре F800 Style.

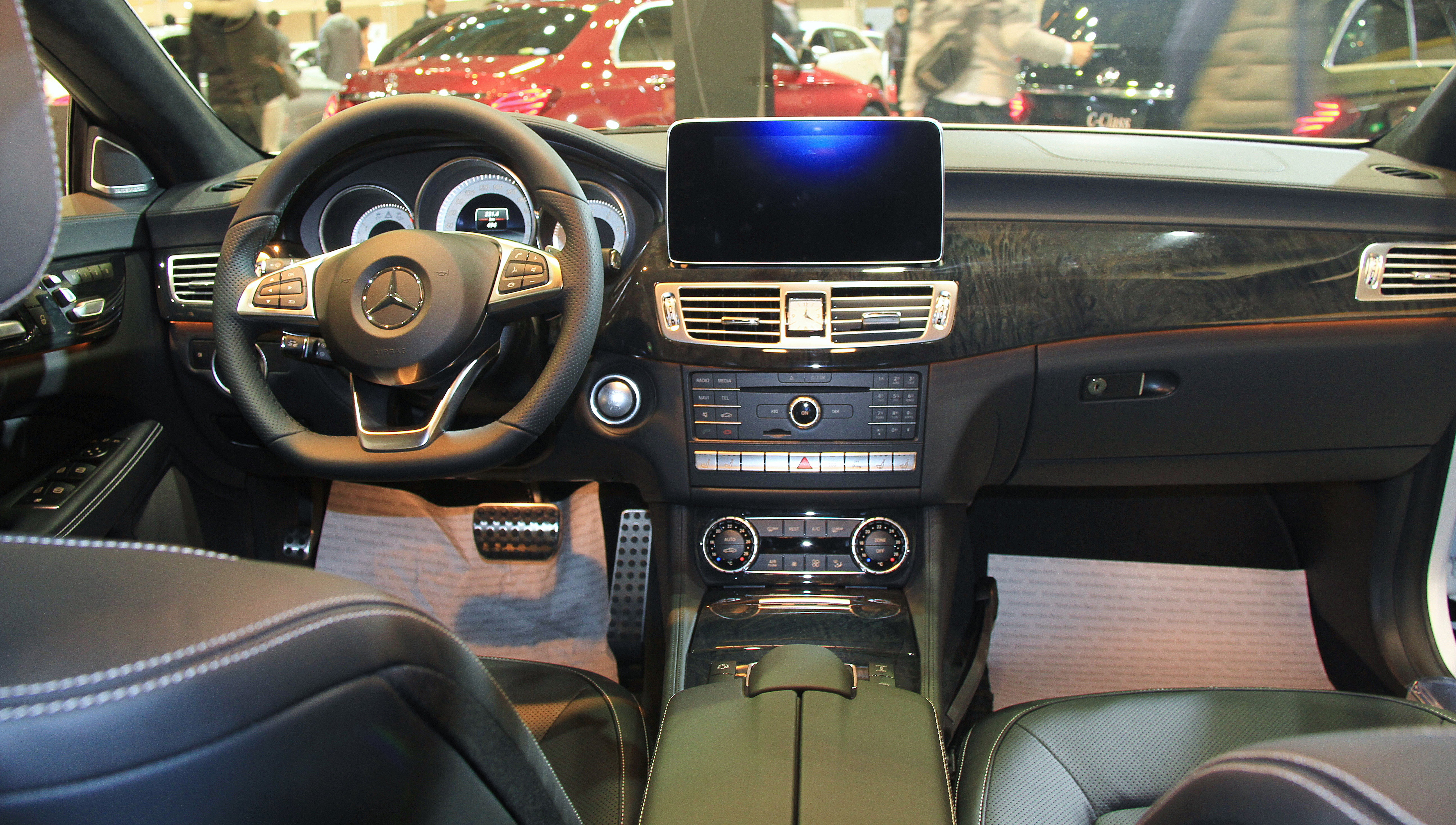
Интерьер C218

В 2014 году компания представила рестайлинг кузова C218, а уже в конце 2017 года компания Mercedes-Benz представила преемника серии — автомобиль Mercedes-Benz C257. В марте 2018 года производство Mercedes-Benz C218 было закончено.

## Технические характеристики
Кузов у CLS второго поколения разработан заново. Общая доля прочных и сверхпрочных сортов стали в конструкции доведена до 72%. Жёсткость кузова на изгиб увеличилась на 28%, а на кручение — на 6%. Также более широко применен алюминий: из него сделаны двери, капот, крышка багажника, большинство деталей двигателей и подвески. CLS - первый в мире автомобиль, обладающий светодиодными активными фарами.
Доступно 2 бензиновых и 2 дизельных двигателя. Бензиновые — V6 объёмом 3.5 л мощностью 306 л.с. и крутящим моментом 370 Н·м с системой непосредственного впрыска третьего поколения BlueDirect и новый V8 объёмом 4.6 л мощностью 408 л.с. и крутящим моментом 600 Н·м. Дизельные двигатели — это четырёхцилиндровый битурбомотор объёмом 2.1 л мощностью 204 л.с. и крутящим моментом 500 Н·м и  V6 объёмом 3.0 л мощностью 265 л.с. и крутящим моментом 620 Н·м.
Коробка передач — семиступенчатый «автомат». Также в базовое оснащение версий CLS 250 CDI, CLS 350 и CLS 500 включена система «старт-стоп». Благодаря чему Mercedes-Benz CLS 350 затрачивает на 2,3 л (всего 6,8 л/100 км) меньше предшественника с мотором V6 3.5.
Автомобиль может похвастаться активными амортизаторами в стандартном оснащении, а список дополнительного оборудования включает в себя: пневмоподвеску Airmatic, рулевое управление с изменяемым передаточным отношением, мультиконтурные сиденья с подогревом и вентиляцией, систему Attention Assist, следящей, чтобы водитель не уснул за рулём, и систему превентивной безопасности Pre-Safe нового поколения.
Стоимость в Германии нового купе составляет 59 857 евро за CLS 250 CDI, 63 427 евро за CLS 350 CDI и 64 617 евро за CLS 350.

## Фары

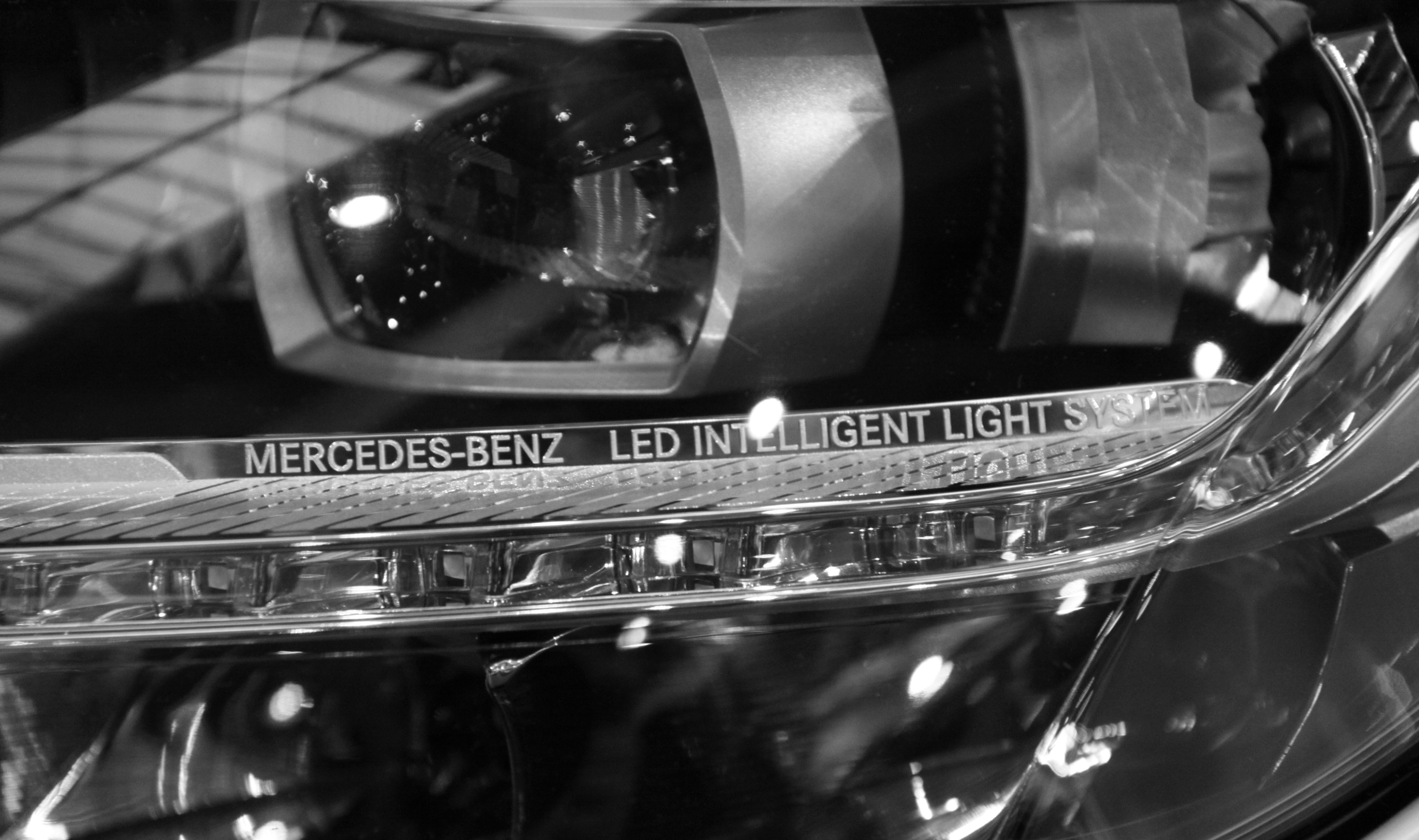
Фара CLS

Второе поколение CLS может похвастаться полностью светодиодными фарами. Эта система названа Intelligence LED Light System. Всего в каждой фаре насчитывается по 71 светодиоду. Из них 48 излучают белый свет, 13 — жёлтый для поворотников, 10 — инфракрасный, установленные для подсветки для системы ночного видения. Из 48 светодиодов излучающих белый свет 22 предназначены для габаритов, 8 — для дальнего света, 8 — для центрального прожектора ближнего света, 8 — , расположенных слева и справа от центрального прожектора, для ближнего света, 2 — для бокового света. За управление света отвечает электроника, учитывающая скорость движения, данные от навигатора а также информацию от датчика дождя. Режим "всепогодный" включается от датчика дождя либо при включении противотуманных фар, Режим "Автострада" — при движении на скорости более 115 км/ч. Если скорость движения ниже 75 км/ч то фары работают в режиме "ближний свет". Кроме того есть режимы "загородное шоссе" и "поворот", в котором включаются светодиоды бокового света и поворачивается центральный прожектор. Суммарный световой поток составляет 900 Лм.

## CLS 63 AMG
В ноябре 2010 года Mercedes-Benz на автосалоне в Лос-Анджелесе представил «заряженную» версию CLS второго поколения — CLS 63 AMG. Автомобиль оснащен 5,5-литровым битурбированным V8 двигателем M157 мощностью 525 л.с. и крутящим моментом 700 Н·м, агрегатированный с семиступенчатой роботизированной КПП AMG Speedshift MCT. Также доступен спорт-пакет AMG «Performance Package». С установленным спорт-пакетом мощность двигателя увеличена до 558 л.с., а максимальный крутящий момент — до 800 Н·м. Автомобиль разгоняется до 100 км/ч за 4,4 с, а со спорт-пакетом AMG — за 4,3 с. Максимальная скорость равна 250 и 300 км/ч для стандартного CLS 63 AMG и со спорт-пакетом соответственно. Также в январе 2013 года был представлен CLS 63 AMG S с 5,5-литровым V8-biturbo, форсированным до 585 л.с., с крутящим моментом 800 Н·м и полноприводным шасси 4MATIC. Разгон до 100 км/ч для данной модификации составляет 3,6 с.
Подвеска может похвастаться активно меняющимся в зависимости от дорожной ситуации клиренсом, благодаря задним пневмоэлементам (спереди — обычные стальные пружины). Амортизаторы адаптивные, электронноуправляемые. Имеется три настройки жёсткости: Comfort, Sport и Sport Plus. Кроме того для большей устойчивости была увеличена передняя колея на 24 мм, а стандартный электроусилитель рулевого управления заменен электрогидравлическим, настраивающим «резкость» руля исходя из выбранного алгоритма работы амортизаторов. На всех колесах установлены 360-мм перфорированные вентилируемые тормозные диски.
Кроме того, CLS 63 AMG получил более агрессивную внешность и модернизированный интерьер со спортивными сиденьями, рулевым колесом меньшего диаметра и карбоновыми элементами отделки.
Также существует комплектация Launch Edition, которая отличается матовой окраской кузова «Manganit Gray Magno» и более шикарным оформлением интерьера.

## Тюнинг

### Carlsson
Первым тюнинг-ателье, доработавшим обновленный CLS, стала компания Carlsson. Она доработала версии с турбодизелем 3,0 и бензиновым V6 3,5, добавив им перепрошивкой блока управления двигателем 55, 160 и 27 л.с., 40 Н·м соответственно для дизельного и бензинового двигателей. В результате до сотни обе версии разгоняются за 5,9 с (было 6,1 и 6,2 соответственно). Стоит отметить что после перепрошивки обе «шестёрки» по-прежнему соответствуют нормам токсичности Евро-5.
На автомобиль установлен фирменный модуль управления C-Tronic, который уменьшает клиренс на 30 мм и регулирует ход и жёсткость пневмоподвески в зависимости от дорожной ситуации.
На CLS установили новый передний бампер с другими боковыми воздухозаборниками, которые украшены полосками диодов, и спойлером. Боди-кит, кроме того, включает накладки на порогах, воздуховоды на передних крыльях, задний бампер со встроенным диффузором и патрубками выпуска, а также иную крышку багажника, кромка которой выполняет функцию спойлера.

### Brabus
Для второго поколения CLS тюнинг-ателье Brabus представил на Женевском автосалоне 2011 года 2 доработанных автомобиля с турбодизельными двигателями. На версию с 3,0 л дизелем установлен блок управления, названный ECO PowerXtra D6S (отвечает требованиям Евро-6). В результате двигатель выдает мощность 313 л.с. и крутящий момент 690 Н•м вместо 265 и 620 соответственно. На младшую модель с 2,1л дизелем был установлен комплект блока ECO PowerXtra D4, что позволило увеличить отдачу двигателя на 31 л.с. и 60 Н•м.
Подвеска предлагается либо с укороченными пружинами (-30 мм), либо с пневмоэлементами с перепрограммированной управляющей электроникой (-35 мм).
Кроме того был сконструирован новый обвес. Он включает в себя полиуретановые накладки на пороги (с диодной подсветкой снизу) и на стандартный передний бампер, включая сплиттер, видоизменённую нижнюю секцию заднего бампера со светоотражателем по центру да небольшой спойлер на кромке крышки багажника.

#### Rocket 800
На Франкфуртском автосалоне 2011 ателье Brabus представило «заряженный» Mercedes-Benz CLS второго поколения. Автомобиль назвали Brabus Rocket 800. Цифра в названии говорит о мощности двигателя с двумя турбонаддувами с увеличенным с 5,5 до 6,3 л объемом. Максимальный крутящий момент составлял бы 1420 Н·м, но электроника ограничивает его на уровне 1100 Н·м. Двигатель агрегатируется с роботизированной коробкой передач Quick-Shift. Кроме того была перенастроена подвеска автомобиля совместно со специалистами компании Bilstein. Автомобиль получил усиленные тормоза с перенастроенной системой Brake Assist. Спереди установлены вентилируемые тормозные диски диаметром 380 мм и 12-поршневые суппорты, а сзади — диаметром 360 мм и шестипоршневые суппорты.
Brabus Rocket 800 одели в агрессивный обвес с многочисленными воздухозаборниками для охлаждения двигателя. В интерьере появились спортивный руль, отделка кожей, вставки из углеволокна и алюминия.
По заявлению производителя автомобиль может развивать скорость свыше 370 км/ч, но её ограничивают на отметке в 350 км/ч. Разгон до «сотни» занимает 3,7 с, до 200 км/ч — 9,8 с, а до 300 км/ч — 23,8 с.
Автомобиль изготавливается на заказ, а его стоимость начинается от 429 000 евро.

## Полицейский CLS
Нью-Йоркским полицейским во время проведения Нью-Йоркской недели моды были предоставлены CLS 63 AMG, которые после окончания недели моды были переданы в полицию Нью-Йорка. На машинах присутствуют наклейки по бортам с надписью Fashion Force.